# Quinssaines
Quinssaines település Franciaországban, Allier megyében. Lakosainak száma 1539 fő (2022. január 1.). Quinssaines Domérat, Huriel, Lamaids, Prémilhat, Saint-Martinien, Teillet-Argenty és Viersat községekkel határos.

## Népesség
A település népességének változása:
| Lakosok száma | 715  | 1050 | 1071 | 1060 | 1430 | 1456 | 1487 | 1512 | 1527 | 1539 |
|               | 1968 | 1982 | 1990 | 2006 | 2013 | 2015 | 2017 | 2019 | 2020 | 2022 |